# Svatopluk Čech
Svatopluk Čech (n. 21 februarie 1846, Ostředek⁠(d), Boemia Centrală, Cehia – d. 23 februarie 1908, Holešovice⁠(d), Regatul Boemiei, Austro-Ungaria) a fost un scriitor, critic literar și jurnalist ceh. A fost considerat poetul Renașterii Naționale Cehe.

## Opera
- 1879: Žižka ("Žižka");
- 1884: Hanuman
- 1885: Dagmar ("Dagmar");
- 1886: Václav și Michalovic ("Václav z Michalovic");
- 1887: Cântecele dimineții ("Jitřní písně");
- 1888 - 1889: Domnul Broucek ("Pán Broucek");
- 1888: Pravý výlet pana Broučka do Měsíce
- 1896: Rugăciune către un necunoscut ("Modlibty k Neznámému");
- 1903: Secerătorii ("Sekáči").

Čech a fondat revista Kvêty.

## Vezi și
- Științifico-fantasticul în Cehia